# Station Depok Baru
Depok Baru is een spoorwegstation in de Indonesische provincie West-Java.

## Bestemmingen
- KRL Commuter Jabodetabek (Yellow line) naar Station Jatinegara en Station Bogor
- KRL Commuter Jabodetabek (Yellow line/Depok Branch) naar Station Jatinegara en Station Depok
- KRL Commuter Jabodetabek (Yellow line/Nambo Branch) naar Station Duri en Station Nambo
- KRL Commuter Jabodetabek (Red line) naar Station Jakarta Kota en Station Bogor
- KRL Commuter Jabodetabek (Red line/Depok Branch) naar Station Jakarta Kota en Station Depok